# Ханар
Ханар — упразднённое село в Лакском районе Дагестана. На момент упразднения входило в состав Хутинского сельсовета. С 1920 по 1965 год являлось административным центром Ханарского сельсовета. В 1965 году все население села переселено в село Султан-Янги-Юрт Кизилюртовского района.

## Географическое положение
Село располагалось в 5 км к северо-западу от районного центра — села Кумух у подножья горы Кунарибаку

## История
До вхождения Дагестана в состав Российской империи селение входило в состав Казикумухского ханства. Затем являлось центром Ханарлинского сельского общества Мугарского наибства Казикумухского округа Дагестанской области. В 1895 году селение состояло из 82 хозяйств. По данным на 1926 год село состояло из 78 хозяйств. В административном отношении являлось центром Ханарского сельсовета Лакского района. В 1944 году села Буртни и Варай, входивщие в состав сельсовета, переселены в Новолакский район.
В 1964 году колхозники колхоза «Красная звезда» села Ханар, в связи с бесперпективностью дальнейшей хозяйственной деятельности, обратились в Совмин ДАССР с просьбой о переселении их колхоза в колхоз «Ленинизм» Хасавюртовского района. Просьба колхозников была удовлетворена, 50 хозяйств села Ханар были включена в план переселения на 1965 г. В 1965 году большя часть жителей села была переселена в село Султан-Янги-Юрт (мкр. Новый Ханар), а сельсовет ликвидирован. Окончательно село исключено из учётных данных в 1970-е годы.

## Население
| Год       | 1895 | 1908 | 1926 | 1939 | 1970 |
| --------- | ---- | ---- | ---- | ---- | ---- |
| Население | 355  | 392  | 274  | 356  | 23   |

По переписи 1926 года в селе проживало 274 человека (85 мужчин и 189 женщин), из которых: лакцы — 100 %. Кроме того числилось 83 отходников.

## Уроженцы
Буганов, Гаджи Османович — участник Великой Отечественной войны, Герой Советского Союза.